# هانکوک ایلبو
هانکوک ایلبو (انگلیسی: Hankook Ilbo) شرکت انتشارات کره‌ای است، که در سال ۱۹۵۴ تأسیس شد.